# Otázky Václava Moravce
Otázky Václava Moravce jsou politický diskusní pořad České televize, který uvádí moderátor Václav Moravec. Pořad byl poprvé vysílán 4. ledna 2004 na programu ČT1.
Do pořadu jsou zváni především politici, kteří jsou konfrontováni aktuálními tématy. Motto pořadu je „Témata, o kterých se začne mluvit.“

## Historie pořadu
Od prvního vysílání do 27. června 2004 byl pořad vysílán v nedělních večerních hodinách a stopáž byla 42 minut. Dne 4. července 2004 byl pořad poprvé vysílán ve 12 hodin a stopáž byla prodloužena na téměř hodinu. Od 7. srpna 2005 se první hodina pořadu začala vysílat zároveň na kanálu ČT1 a ČT24 a druhá hodina pouze na nově vzniklém ČT24.
Pořad připravuje tříčlenný tým, ve kterém moderátora doplňuje ještě asistent a dramaturg.
V dubnu 2005 se Václav Moravec rozhodl ukončit moderování pořadu, ale 7. srpna 2005 se opět vrátil.

## Speciál
Otázky Václava Moravce speciál jsou vysílány v jiný než v pravidelný čas pořadu k příležitosti konkrétní události. První byly vysílány 18. listopadu 2005 při návštěvě ČR představiteli Evropské unie (José Barroso, Margot Wallströmová). Před volbami do Poslanecké sněmovny Parlamentu České republiky v roce 2006 i v roce 2010 proběhl seriál speciálů ze všech krajů Česka. Hosté do těchto speciálů byli vybráni podle průzkumů stranických preferencí v jednotlivých krajích. V roce 2009 byly vysílány tři speciály k příležitosti voleb do Evropského parlamentu z Prahy, Brna a Ostravy. Měly být vysílány také speciály z vybraných krajů před předčasnými parlamentními volbami, ale z důvodu zrušení voleb byl odvysílaný pouze první díl z Olomouckého kraje a další věnovaný definitivnímu zrušení voleb.

## Kritika Václava Moravce
Kritici vyčítají Václavu Moravci, že v něm nadržuje různým stranám, skáče diskutujícím do řeči nebo že téměř ignoruje neparlamentní strany. Další kritika zaznívá na údajnou politickou mediální manipulaci, která má ovlivňovat veřejné mínění i preference politických stran.